# Giants’ Graves (Arran)

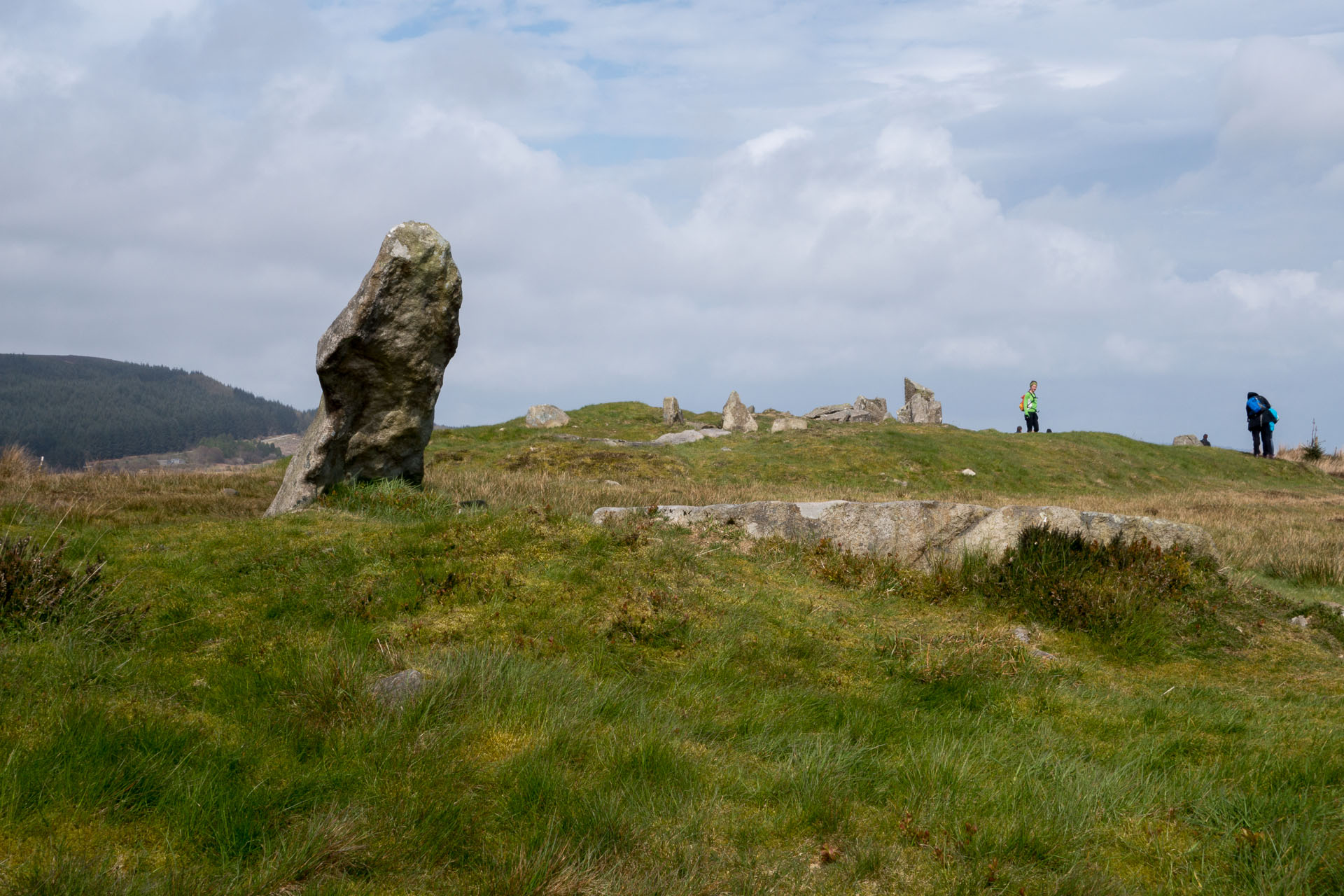
Giants’ Graves

Die Großsteingräber Giants’ Graves von Glenashdale liegen auf einer kleinen Lichtung auf einem bewaldeten Hügel oberhalb der Whiting Bay, am Pfad zu den Wasserfällen, auf der Isle of Arran in North Ayrshire, in Schottland.

## Nordkammer
Die Nord-Süd orientierte Galerie mit zwei Kammern gehört zu einer Megalithanlage vom Typ Clyde Tomb und ist in einem relativ schlechten Zustand. Der Cairn ist über 30 Meter lang. Am hinteren Ende sind Reste einer weiteren Kammer sichtbar. Der recht große Vorplatz dessen Exedra kaum mehr erkennbar ist, ist über 13 Meter breit und sechs Meter tief. Am Ende des Vorplatzes sind die „Hörner“ mit Menhiren markiert. Die Galerie ist über sechs Meter lang und etwa 1,8 m breit.

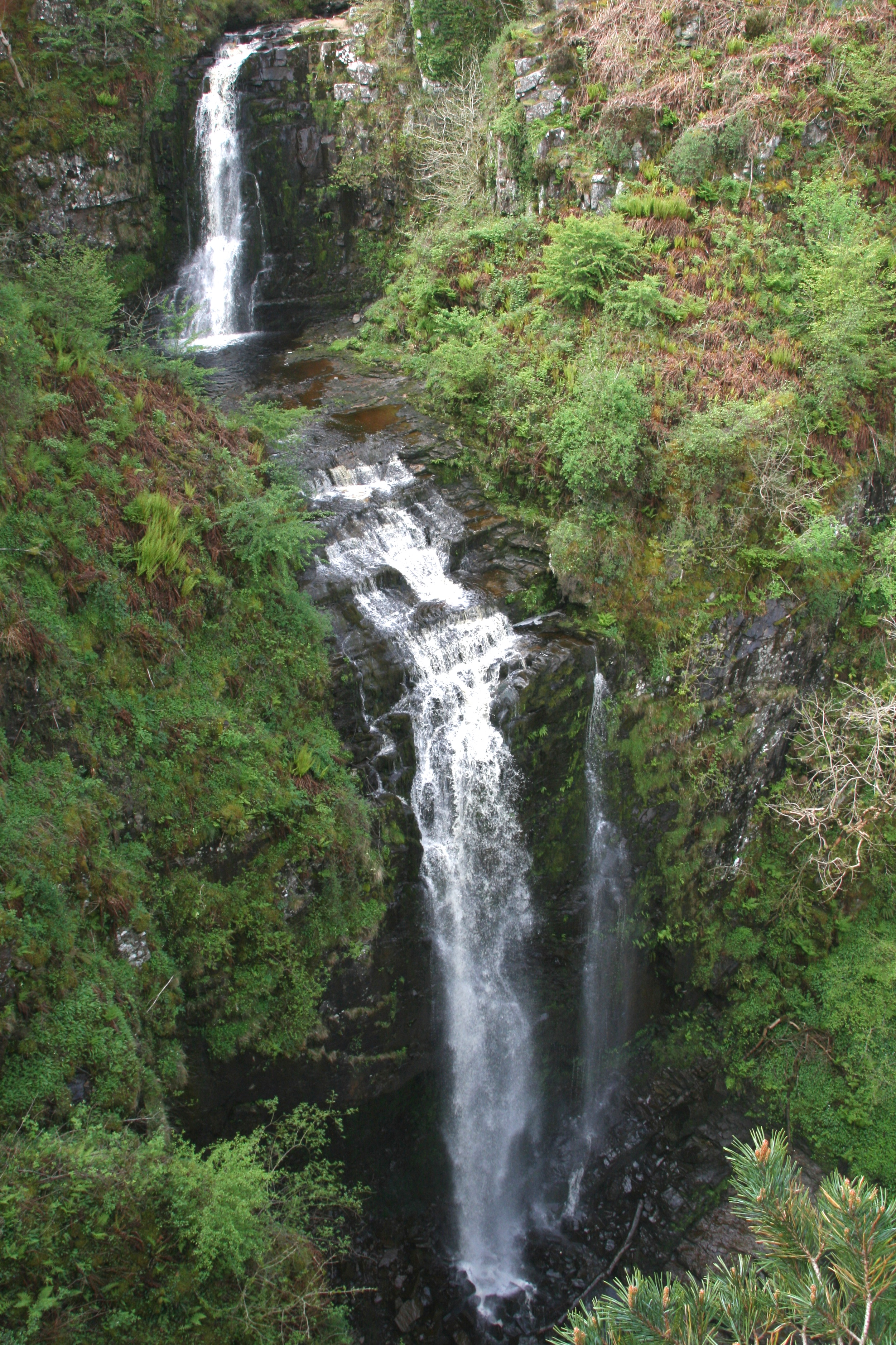
Glenashdale Falls

## Südkammer
Die südliche Kammer ist unter drei Meter lang und hat nur noch sechs größere erhalten Platten der Galerie.
Bei Ausgrabungen wurden in der Kammer Feuersteinmesser, zerscherbte Keramik, Pfeilspitzen und zerbrannte Knochenreste gefunden.
In der Nähe liegen die Glenashdale Falls.